# CFM International CFM56
CFM International CFM56 — сімейство авіаційних турбовентиляторних двигунів з високим ступенем двоконтурності, виготовлених компанією CFM International (CFMI), потужністю від 82 до 151 кН. CFMI - це рівноправне об'єднання французької компанії Safran Aircraft Engines (раніше відома SNECMA), що займається авіаційними машинами, та американської GE Aviation (дочірнє підприємство General Electric). Обидві фірми несуть відповідальність за виробництво компонентів мотора, маючи свою власну лінію збірки. GE Aviation виробляє компресор високого тиску, камеру згоряння та турбіну високого тиску. Safran — забезпечує вентилятором, коробкою передач, системою виводу вихлопних газів та турбіною низького тиску. Ще деякі компоненти виготовляється компанією Avio в Італії. Двигуни збираються GE в Івендейлі (штат Огайо, США) та Safran біля аеродрому Віллароч, що біля Мелени (Франція). Вже завершені двигуни продаються компанією CFMI. Незважаючи на стартові експортні обмеження, це один з найпоширеніших авіаційних двигунів з турбонаддувом у світі.
Перший запуск CFM56 відбувся у 1974 році. У квітні 1979 року спільне підприємство не отримало жодного замовлення на свою продукцію за 5 років і було розпущене вже через два тижні. Двигун вдалось зберегти, коли Delta Air Lines, United Airlines та Flying Tiger Line вирішили переобладнати ними свої Douglas DC-8, а вже згодом компанія Boeing проводячи третю модифікацію літака KC-135 Stratotanker замовила на них партію CFM56-2B-1. Перші двигуни надійшли на службу у 1982 році. Під час раннього сервісу CFM56 було зареєстровано декілька інцидентів, пов'язаних з несправністю вентилятора, а деякі двигуни зазнавали проблем, викликаних польотами в дощ чи град. Обидва цих недоліки вирішили у наступних модифікаціях.

## Варіанти

### CFM56-2 Серії
| Модель          | Тяга   | Степінь двоконтурності | Перепад тиску | Суха маса | Літаки                       |
| --------------- | ------ | ---------------------- | ------------- | --------- | ---------------------------- |
| CFM56-2A-2 (-3) | 110 кН | 5.9                    | 31.8          | 2 190 кг  | E-3 Sentry, E-6 Mercury      |
| CFM56-2B1       | 98 кН  | 6.0                    | 30.5          | 2 120 кг  | KC-135R Stratotanker, RC-135 |
| CFM56-2C1       | 98 кН  | 6.0                    | 31.3          | 2 110 кг  | Douglas DC-8-70              |

### CFM56-3 Серії
| Модель     | Тяга   | Степінь двоконтурності | Перепад тиску | Суха маса | Літаки                                         |
| ---------- | ------ | ---------------------- | ------------- | --------- | ---------------------------------------------- |
| CFM56-3B-1 | 89 кН  | 6.0                    | 27.5          | 1 940 кг  | Boeing 737-300, Boeing 737-500                 |
| CFM56-3B-2 | 98 кН  | 5.9                    | 28.8          | 1 950 кг  | Boeing 737-300, Boeing 737-400                 |
| CFM56-3C-1 | 100 кН | 6.0                    | 30.6          | 1 950 кг  | Boeing 737-300, Boeing 737-400, Boeing 737-500 |

### CFM56-4 Серії
Серія двигунів CFM56-4 розроблялась для сімейства літаків Airbus A320, як удосконалена версія CFM56-2. Конкуруючи з двигуном RJ500 від компанії Rolls-Royce, -4 серії намагались наростити тягу до 110 кН, для чого збільшили діаметр вентилятора до 1,73 метрів й оснастили новим компресором низького тиску та електронно-цифровою системою управління двигуном (ЕЦСУД). Незабаром після того, як проєкт модернізації був завершений, компанія International Aero Engines запропонувала Airbus для моделі A320 свій новий двигун V2500. CFMI зрозумів, що CFM56-4 поступається конкуренту, і відмовився від даного проєкту розпочавши роботу над новою серією — CFM56-5.

### CFM56-5 Серії
Серія CFM56-5 була спеціально розроблена для літаків Airbus і має тягу від 97.9 до 151 кН. Існують 3 варіанти двигунів: CFM56-5A, CFM56-5B і CFM56-5C. Від своїх аналогів для компанії Boeing відрізняється використанням системи (ЕУСУД) та деякі аеродинамічні конструктивні вдосконалення.